# Jardines de Europa
La jardinería en Europa se inició, probablemente, en la Antigua Grecia, aproximadamente hacia el siglo IV a.C. 

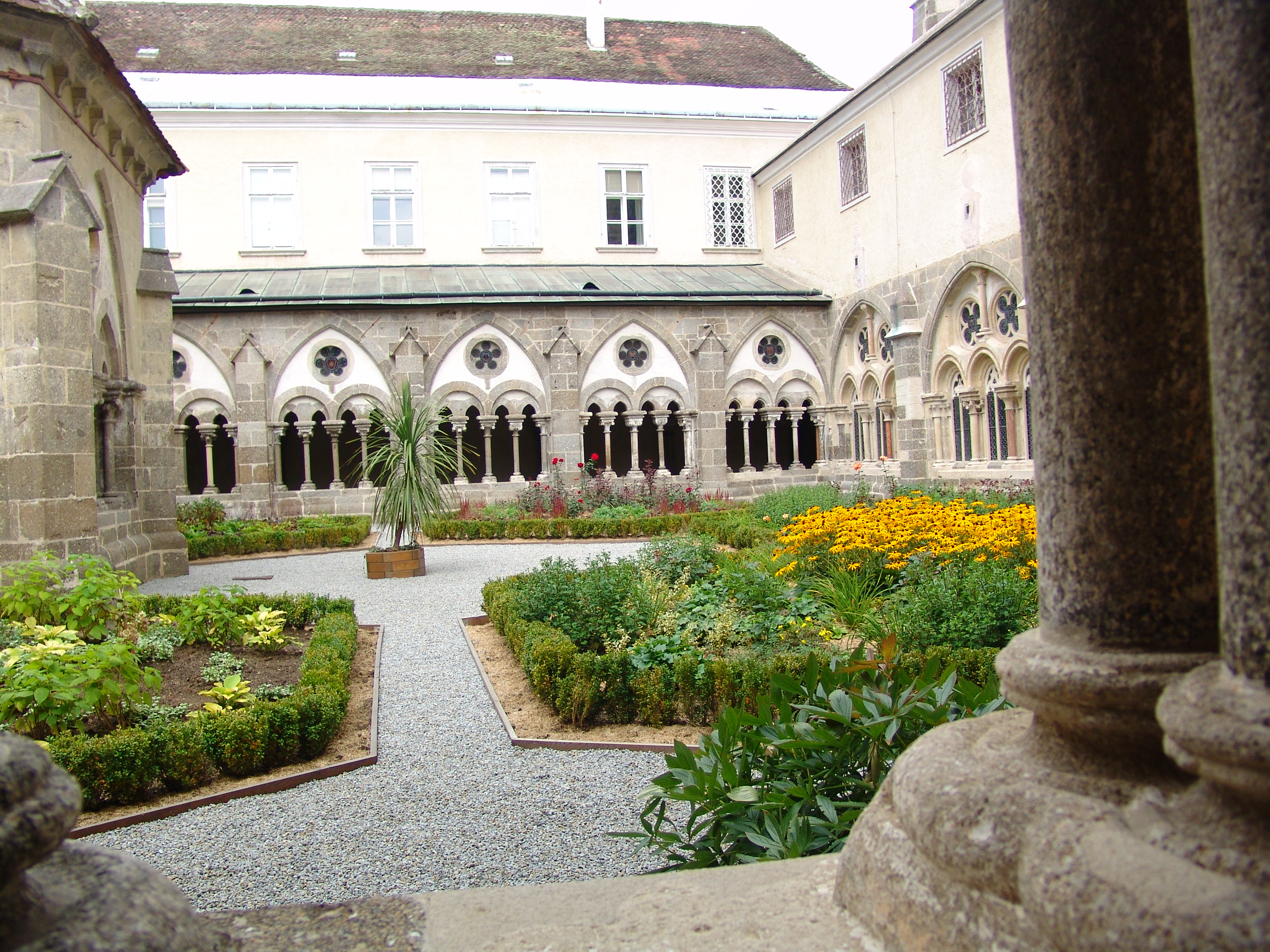
Jardín de la abadía de Zwettl en la Baja Austria.

Se tiene conocimiento de ello mediante los escritos de Hipócrates y otros sabios griegos en los que se demuestra que ya se cultivaban determinadas plantas para utilizarlas como medicamentos. La cultura romana de la jardinería está basada en la jardinería griega que se extendió por toda la Roma Antigua. Así nació, poco a poco, la Jardinería italiana que, hasta los alrededores de los años 1920 fue el modelo occidental de la jardinería. Posteriormente, el interés, en occidente, por los Jardines de Asia cobró un impulso equivalente.

## La jardinería en la Antigüedad
El origen de la jardinería europea se situaría, por tanto, en Grecia. Como en Egipto, pero varios siglos más tarde, el cultivo de las plantas para su uso medicinal o bien para su consumición directa, dieron lugar a una prolongada evolución. En principio, el interés por el cultivo de las plantas (excepción hecha de aquellas que se cultivaban como alimento), se debió a su eventual poder medicinal. Se dieron, así, las dos condiciones indispensables y necesarias para que se desarrollara la jardinería: el progreso de las técnicas agrícolas y de la ciencia. Es probable que fuera en Atenas, unos cuatrocientos años antes de Jesucristo, donde se dieran las condiciones idóneas para el posterior desarrollo de la jardinería sobre el territorio europeo. Algunos sabios empezaron a estudiar las plantas con el fin de hallar, en ellas, sus poderes curativos, lo que les obligó a domesticarlas y cultivarlas. Se supone, por tanto, que los primeros jardines fueran unos jardines-laboratorio situados en los patios interiores de las ciudades griegas. Epicuro fue uno de estos biólogos-filósofos que se dedicó al estudio de las plantas. En sus escritos queda reflejada la estima que sentía por esos momentos de meditación que le proporcionaba la contemplación de su jardín: las plantas que cultivaba le permitían conocer mejor la naturaleza y la vida. Su idea era la de que, el paraíso, tenía que ser un sublime jardín con plantas lujuriosas y sanas, creando un ambiente sumamente agradable, y es lo que los griegos, lentamente, trataron de conseguir. Un jardín tenía que ser el reflejo de la perfección del mundo y de la naturaleza, a fin de obtener un cierto bienestar, un positivismo. De ahí que también se incorporaran a estos jardines algunos animales domésticos con el objetivo de perfeccionar esta imagen.
El modelo romano, basado en el griego, está más documentado gracias al estudio de algunos vestigios pompeyanos y de las descripciones que nos han llegado. El jardín de la domus romana es un jardín doméstico, con elementos vegetales y de agua. Se trata de una evocación del paisaje mediterráneo. 
Topia: los muros se pintaban con escenas de jardín o paisajes, de modo que los límites del recinto se desdibujen. Se usan para cerrar los límites del jardín. Como evolución se empiezan a podar setos con formas geométricas y animales (límites naturales). Esta práctica se va a mantener durante toda la historia del jardín europeo. En los jardines de mayor escala se colocan además elementos arquitectónicos (fuentes, pérgolas, pabellones...) y esculturas.

## La jardinería en la Edad Media
En la Edad Media el arte del jardín casi desaparece, excepto en los monasterios, pero ya entrado el siglo XIV. Muchos de estos jardines sólo los conocemos a través de pinturas.
Este modelo medieval se conoce como Hortus Conclusus (huerta cerrada). El cierre es ahora sinónimo de protección, y se lleva hasta los extremos. Se busca un terreno controlado, frente al exterior no dominado, peligroso. 
Se distinguen tres tipos: el Hortus Contemplationis, el jardín de claustro de los monasterios; el Hortus Ludi, un jardín de esparcimiento; y el Hortus Catalogi, para el cultivo de diferentes plantas, por ejemplo en los monasterios servía para producir plantas con valores curativos para la práctica de la medicina.

## La jardinería durante elRenacimiento

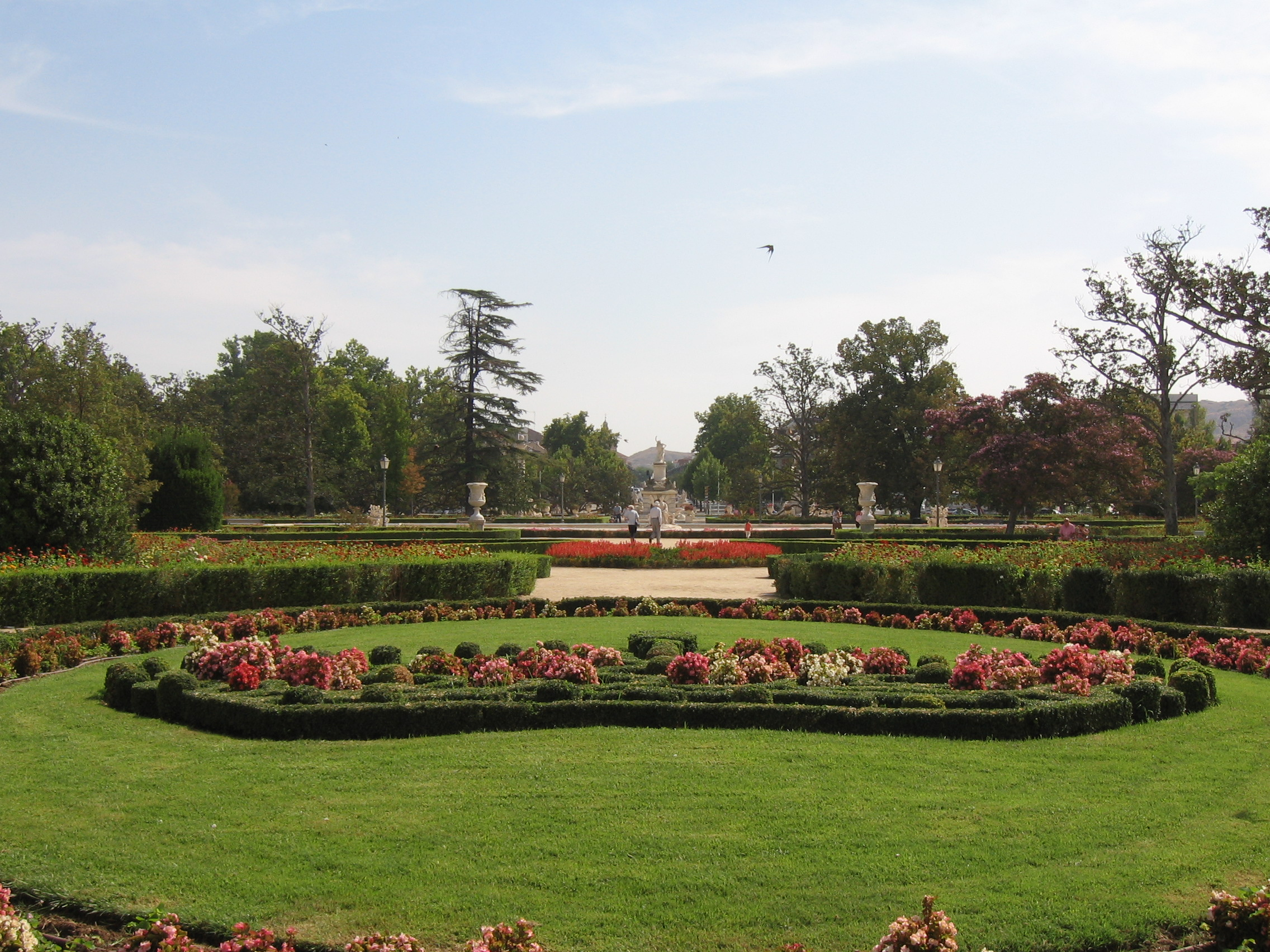
Jardín del Parterre, Aranjuez.

El interés por los jardines de tipo antiguo volvió a renacer. En principio se crearon los jardines botánicos y los huertos dedicados al cultivo de especies medicinales como complemento al estudio de la farmacopea. En las residencias reales también se despertó el interés por este tipo de huertos ajardinados en los que se cultivaban plantas medicinales y aromáticas para uso privado. Uno de estos famosos jardines se encontraba en la residencia real de Felipe II, en Aranjuez (España). 
Las grandes exploraciones al Nuevo Mundo y a las Indias Orientales trajeron consigo el interés de los botánicos por aclimatar las plantas exóticas traídas de aquellas tierras a los jardines europeos, se empezó, entonces, a estudiar el cultivo de las plantas en general, no sólo el de las plantas medicinales.
Como herencia del Hortus Conclusus medieval, se conserva lo que recibe el nombre de Jardín Secreto. Es un jardín privado, independiente de los grandes jardines de las villas, dirigido a la familia. Ya no se anula el exterior, sino que se usa como parte del fondo. Las villas suelen estar en las afueras, en muchos cuadros se representa el jardín con la ciudad al fondo.